# エボニー・ティアーズ
エボニー・ティアーズ（Ebony Tears）は、スウェーデン・ストックホルムのメロディックデスメタル / デスラッシュバンドである。初期は、ヴァイオリンを導入したメロディックデスメタルを演奏していたが、徐々にスラッシュ色を強め、デスラッシュへと音楽性を変化させていった。

## 略歴
1992年に、バンドの中心メンバーとなるヨニー・ラニング (Vo)とコニー・ヤンソン (G)がメモリウム (Memorium)というバンドを結成。しかし、1994年にヨニー・ラニングがメモリウムから脱退し、翌1995年にはコニー・ヤンソンもメモリウムを脱退した。
その後、それぞれ別バンドでプレイしていた2人が1996年秋に再会し、エボニー・ティアーズ (Ebony Tears)を結成した。結成後、ビョーン・G (B、Ds)が加入し、同年『Demo '96』というデモを作成。このデモが切っ掛けとなり、地元スウェーデンのブラック・サン・レコードと契約した。ビョーン・Gは短期間で脱退し、イマン・ゾルハルニアン (Ds)とトマス・ザウン (B)が加入。バンド体制が整う。
1997年に1stアルバムのレコーディングに入り、同年1stアルバム『Tortura Insomniae』をリリースしデビューした。ヴァイオリニストとしてレナート・グレンベリがゲスト参加していた。日本でも、トイズファクトリーより、邦題『眠れぬ夜の物語』として日本盤がリリースされ、日本デビューを果たしている。同アルバムのレコーディング後にベーシストのトマス・ザウンが脱退し、ペーテル・ツシル (B)が加入した。
続いて、イマン・ゾルハルニアンも脱退するが、メンバーの補充はされなかった。残ったメンバーは、当初サイド・プロジェクトとして立ち上げた、ドッグ・フェイスド・ゴッズ (Dog Faced Gods)をメインバンドとして活動する方向性にシフトし、逆にエボニー・ティアーズがサイド・プロジェクトの色を強めていく。
1999年に、2ndアルバム『A Handful Of Nothing』をリリース。前作に引き続きレナート・グレンベリがヴァイオリニストとしてゲスト参加したが、前作と比較するとデスラッシュ色が強くなったメロディックデスメタルへと音楽性を変化させていた。不在だったドラマーには、ドッグ・フェイスド・ゴッズに参加していたリッカルド・イヴェンサンドがセッションとして参加した。また、このアルバムではベースもコニー・ヤンソンが担当し、ペーテル・ツシルは参加しなかった。本作は、前作に引き続きトイズファクトリーより日本盤がリリースされた。
2ndアルバムリリース後、不在だったドラマーとしてリッカルド・イヴェンサンドが正式に加入した。更に、ペーテル・ツシルに代わってペーテル・カーム (B, Key)が加入している。2001年に3rdアルバム『Evil As Hell』をリリース。2ndのデスラッシュ色を更に強め、メロディックデスメタル色は希薄になった。このアルバムは、日本ではリリースされなかった。
2002年に解散し、解散時のメンバー全員が前述のドッグ・フェイスド・ゴッズで活動していくこととなった。なお、ドッグ・フェイスド・ゴッズは、エボニー・ティアーズが活動していた1998年にアルバム『Random Chaos Theory in Action』をイェーテボリ・ノイズワークスなるレーベルからリリースしているが、その後はデモを2本リリースしたのみに終わり、解散している。

## メンバー

### 解散時のメンバー
- ヨニー・ラニング (Johnny Wranning) - ボーカル

モーネガルム、ドッグ・フェイスド・ゴッズ、アイトラップでも活動。
- コニー・ヤンソン (Conny Jonsson) - ギター・バックボーカル

ドッグ・フェイスド・ゴッズでも活動。2ndアルバム『A Handful Of Nothing』ではベースも担当した。エボニー・ティアーズのほぼ全ての曲の作曲も担当した。
- ペーテル・カーム (Peter Kahm) - ベース・キーボード

ドッグ・フェイスド・ゴッズでも活動。ベースのみの担当と表記されることが多いが、3rdアルバム『Evil As Hell』にキーボードも担当していることがクレジットされている。
- リッカルド・イヴェンサンド (Richard Evensand) - ドラム

ソイルワーク、セリオン、デモノイド、ドッグ・フェイスド・ゴッズ、キマイラで活動。2ndアルバム『A Handful Of Nothing』ではゲストメンバーとしてクレジットされていた。

### 元メンバー
- ビョーン・G (Björn G.) - ベース、ドラム
- トマス・ザウン (Thomas Thun) - ベース
- ペーテル・ツシル (Peter Tuthill) - ベース

エボニー・ティアーズのアルバムには、参加していない。
ドッグ・フェイスド・ゴッズやコンストラクデッド、カーナル・フォージ、デスパイトでも活動。ボーカリストとしての活動もある。
- イマン・ゾルハルニアン (Iman Zolgharnian) - ドラム

ドッグ・フェイスド・ゴッズでも活動。

### ゲストメンバー
- レナート・グレンベリ (Lennart Glenberg) - ヴァイオリン

1stアルバム『Tortura Insomniae』及び2ndアルバム『A Handful Of Nothing』に参加。

## 作品
- Demo '96 （1996年） - デモ
- 眠れぬ夜の夢 -Tortura Insomniae （1997年）
- ハンドフル・オブ・ナッシング - A Handful Of Nothing （1999年）
- Evil As Hell （2001年）

1stアルバムと2ndアルバムの日本盤はトイズファクトリーからリリースされていたが、現在では廃盤である。